# Nagórzany (obwód lwowski)
Nagórzany (ukr. Нагоряни, w transkrypcji Nahoryany) – wieś na Ukrainie w rejonie lwowskim (wcześniej w rejonie pustomyckim) należącym do obwodu lwowskiego. 
W Nagórzanach znajdowały się niegdyś kamieniołomy, gdzie znajdowano liczne skamieniałości. Były one wieku kredowego (dokładniej mastrychckiego), a Nagórzany są jedną z klasycznych europejskich lokalizacji paleontologicznych tego piętra.